# Brendan Bradley
Brendan Bradley, né le 7 juin 1950 à Derry en Irlande du Nord, est un footballeur nord-irlandais. Il réalise quasiment toute sa carrière dans des clubs irlandais. Il est à quatre reprises le meilleur buteur du championnat d'Irlande et est le meilleur buteur de l'histoire du championnat avec 285 buts.

## Biographie

### Débuts
Brendan Bradley nait à Derry le 7 juin 1950. Il se fait remarquer très tôt pour ses talents de footballeur. À 15 ans il dispute le championnat amateur de la Derry and District League. À 16 ans il signe au Derry City Football Club qui dispute le championnat d'Irlande du Nord. En trois saisons, il ne dispute que quatre matchs avec l'équipe première. Il est alors devancé par le buteur local Danny Hale.

### Finn Harps
Toutefois ses qualités attirent l'attention de Patsy McGowan le manager du club irlandais de Finn Harps. Il signe pour la somme de 1000 livres sterling et intègre l'équipe pour le début du championnat d'Irlande 1969-1970. Dès sa première saison il marque 18 buts en championnat ce qui fait de lui le meilleur buteur du championnat. Il marque aussi 3 buts à Athlone Town ce qui est le premier triplé inscrit par un joueur de Finn Harps lors d'un match loin de Ballybofey. La saison suivante voit de nouveau Bradley s'emparer du titre de meilleur buteur du championnat, cette fois-ci avec 20 buts. Finn Harps remporte cette année-là le premier trophée majeur du club avec une victoire en finale de la Dublin City Cup contre Cork Hibernians.

### Lincoln City
En juillet 1972, Bradley est transféré au Lincoln City Football Club pour la somme de 6 000 Livres. Le club dispute alors la quatrième division anglaise. Il intègre tout de suite l'équipe première et dispute son premier match de championnat le 19 août lors d'un match contre Darlington FC. Il marque son premier but lors de son troisième match, et réalise ce jour-là un doublé contre Workington FC. Il marque 11 buts lors des 18 matchs de championnat qu'il dispute. Début décembre 1972, le manager David Herd est remercié après une défaite contre Bradford City. Bradley marque pour le premier match de son successeur Graham Taylor. Ce sera son tout dernier but de la saison. 

### Finn Harps de nouveau
Graham Taylor reconstruit son équipe en cours de saison. En mars 1973, Bradley est revendu pour 4 000 Livres à son club d'origine Finn Harps.
Il inscrit 29 buts dans le championnat d'Irlande lors de la saison 1975-1976, ce qui constitue sa meilleure performance dans cette compétition.
Il inscrit un total de 285 buts dans le championnat d'Irlande, ce qui constitue un record.

## Palmarès
- Vainqueur de la Coupe d'Irlande en 1974 avec Finn Harps
- Vainqueur de la Dublin City Cup en 1972 avec Finn Harps
- Vainqueur de la League of Ireland First Division Shield en 1986 avec Derry City
- Meilleur buteur du championnat d'Irlande en 1970 (18 buts), 1971 (20 buts), 1975 (21 buts) et 1976 (29 buts)[3].